# Juanpa
Juan Pablo de Miguel Bravo (Segovia, España, 28 de septiembre de 1978), conocido como Juanpa, es un exfutbolista español. Jugaba de lateral derecho aunque también como defensa central.

## Trayectoria
Juanpa se incorporó a las categorías inferiores de la UD Salamanca en la década de los 90, y fue escalando categorías hasta llegar al filial UD Salamanca B en la temporada 1998-1999, donde permaneció durante dos temporadas, y peleó por el ascenso a la segunda división B.
Durante la temporada 1999-2000 realizó la pretemporada con el primer equipo, pero no llegó a debutar hasta la siguiente, en la que además se convirtió en un fijo en las alineaciones, y peleó por el ascenso a primera división, objetivo que finalmente no se logró. Permaneció en la UD Salamanca hasta la temporada 2003-2004, siendo siempre un jugador importante y de los más utilizados de la plantilla.
En junio de 2004 terminó contrato con la UD Salamanca, y recibió una propuesta de renovación, que no aceptó al contar con una oferta del CD Numancia, que acababa de ascender a primera división, y le ofreció la posibilidad de debutar en esa categoría. durante la temporada 2004-2005 jugó 25 partidos, y fue importante en el equipo, pero no lograron conseguir el objetivo de permanecer en primera y por lo tanto descendieron, la temporada 2005-2006 fue su segunda y última temporada en el CD Numancia, donde fue un fijo en las alineaciones, pero al finalizar su contrato decidió no renovar.
En verano de 2006 ficha por Lorca Deportiva, de la segunda división de España, equipo revelación de la temporada anterior, en la que siendo un recién ascendido a punto estuvo de conseguir el ascenso a primera división, y que tenía un proyecto ambicioso para conseguir el ascenso para la nueva temporada. Pero finalmente la temporada fue muy mala, y el equipo descendió, quedando Juanpa libre al no poder hacer frente al contrato en la categoría inferior.
Para la siguiente temporada recala en UD Las Palmas, donde permanecerá durante tres temporadas, en la primera le cuesta entrar en el equipo, y disputa únicamente 17 partidos, pero en las dos siguientes se convierte en uno de los habituales en las alineaciones, y cumple jugando tanto en la posición de lateral como de central, es importante para ayudar al equipo a evitar el descenso. Pero al finalizar la temporada 2009-2010 UD Las Palmas decide hacer un proyecto nuevo, y rescinde el contrato, quedando libre para fichar por cualquier equipo.
El 27 de enero de 2011 firma su nuevo contrato con la UD Salamanca, en el retorno al club en el que debutó en el fútbol profesional.
En julio de 2011 el lateral y marcador derecho se desvincula del Salamanca (17 partidos y 1 gol la pasada campaña) y firma contrato por un año, con opción de renovación en función de su rendimiento, con el Real Oviedo.

## Clubes y estadísticas
| Club            | País   | Año       | Competición        | Partidos | Goles |
| --------------- | ------ | --------- | ------------------ | -------- | ----- |
| UD Salamanca B  | España | 1998-1999 | Tercera División   | -        | -     |
| UD Salamanca B  | España | 1999-2000 | Tercera División   | -        | -     |
| UD Salamanca    | España | 2000-2001 | Segunda División   | 36       | 0     |
| UD Salamanca    | España | 2001-2002 | Segunda División   | 32       | 0     |
| UD Salamanca    | España | 2002-2003 | Segunda División   | 28       | 0     |
| UD Salamanca    | España | 2003-2004 | Segunda División   | 28       | 2     |
| CD Numancia     | España | 2004-2005 | Primera División   | 25       | 0     |
| CD Numancia     | España | 2005-2006 | Segunda División   | 39       | 0     |
| Lorca Deportiva | España | 2006-2007 | Segunda División   | 33       | 0     |
| UD Las Palmas   | España | 2007-2008 | Segunda División   | 17       | 0     |
| UD Las Palmas   | España | 2008-2009 | Segunda División   | 27       | 1     |
| UD Las Palmas   | España | 2009-2010 | Segunda División   | 31       | 2     |
| UD Salamanca    | España | 2010-2011 | Segunda División   | 17       | 1     |
| Real Oviedo     | España | 2011      | Segunda División B | 2        | 0     |